# 图里 (巴里省)
图里（義大利語：Turi），是意大利普利亚大区巴里廣域市的一个市镇。总面积70平方公里，人口12141人，人口密度173.4人/平方公里（2009年）。ISTAT代码为072047。